# Evangelischer Gnadauer Gemeinschaftsverband
| Evangelischer Gnadauer Gemeinschaftsverband e. V. | Evangelischer Gnadauer Gemeinschaftsverband e. V. |
| ------------------------------------------------- | --- |
|                                                   | |
| Basisdaten                                        | |
| Präses:                                           | Steffen Kern |
| Generalsekretär:                                  | Frank Spatz |
| Gründungsjahr:                                    | 1897 (Vereinigung Ost-West 1991) |
| Mitglieder Verbände:                              | 34 regionale Gemeinschaftsverbände (zwei davon in Österreich) 6 Jugendverbände                                                                          |
| Mitglieder Werke:                                 | 13 theol. Ausbildungsstätten 6 Missionsgesellschaften 16 Diakonissen-Mutterhäuser 13 Werke mit besonderer Aufgabenstellung 16 diakonische Einrichtungen |
| Mitglieder (inkl. Freunde):                       | ca. 300.000 |
| Gnadauer Zentrale in Kassel                       | |
| Website:                                          | www.gnadauer.de |

Der Evangelische Gnadauer Gemeinschaftsverband e. V. ist ein Dachverband regionaler Verbände und Werke und der zur Gemeinschaftsbewegung gehörenden Ausbildungsstätten, Missionen und diakonischen Werke und Einrichtungen. Der Verband arbeitet innerhalb der evangelischen Landeskirchen in Deutschland an etwa 5000 Standorten und umfasste im Jahr 2013 ungefähr 200.000 Mitglieder. Sitz der pietistischen Organisation ist seit 2003 Kassel.
Der Gnadauer Verband vertritt den innerkirchlichen Pietismus nach außen – gegenüber Kirchen, Staat und Gesellschaft. Nach innen vernetzt, unterstützt und begleitet er die Gnadauer Mitgliedswerke und Verbände. Dies geschieht durch Arbeitskreise, Tagungen und Kongresse. Man gibt Erklärungen und Arbeitsmaterialien heraus, bietet Schulungen und Weiterbildungen an. Es gibt Beratungsangebote für die Neubelebung von Gemeinschaften oder für die Gründung neuer Gemeinden. Gnadau setzt sich für Qualitätsstandards ein bei der Anstellung hauptamtlicher Mitarbeiter und betreibt eine umfangreiche Jobbörse im Internet.
Die Deutsche Evangelische Allianz zählt den Gnadauer Verband zu den der Deutschen Evangelischen Allianz nahestehenden Organisationen.

## Geschichte
Vom 22. bis zum 24. Mai 1888 fand die erste Pfingstkonferenz mit führenden Vertretern der Gemeinschaftsbewegung und ihr nahestehender Theologen aus fast allen deutschen Landesteilen in Gnadau bei Magdeburg, einer kleinen Siedlung der Herrnhuter Brüdergemeine, statt. Dabei wurde erörtert, wie das Reich Gottes persönlich, in Gemeinschaft, in der Kirche und in der deutschen Gesellschaft ausgebreitet werden könnte. Von den insgesamt 142 Teilnehmern waren 68 Theologen, und 74 waren Laien. Unter den Teilnehmern waren unter anderem Eduard Graf von Pückler, Jasper von Oertzen, Theodor Christlieb und Elias Schrenk. Die Konferenz gilt als erster Schritt zur Schaffung eines Mittelpunktes der deutschen Gemeinschaftsbewegung, deren Landesverbände bislang weitestgehend isoliert gearbeitet hatten. Die Teilnehmer der Konferenz waren sich trotz unterschiedlicher Prägung darüber einig, dass die Arbeit von Laien in der evangelischen Kirche stärker entfaltet werden müsse, und verfolgten nicht die Absicht, sich von der Kirche zu separieren. Christlieb formulierte es so: In der Kirche, wenn möglich mit der Kirche, aber nicht unter der Kirche.
Die Wurzeln dieser Bewegung liegen in der Reformation und im Pietismus. Im Laufe der Zeit sind die Einflüsse allerdings vielschichtiger geworden, etwa durch die Erweckungsbewegung.
Gegründet wurde der Verband am 27. Oktober 1897 in Berlin unter dem Namen Deutscher Verband für evangelische Gemeinschaftspflege und Evangelisation.
Die Gemeinschaftsbewegung verantwortete mit der Berliner Erklärung vom 15. September 1909 ein historisches Dokument, das zu jahrzehntelangen Zerwürfnissen der betroffenen Denominationen der jungen Pfingstbewegung in Deutschland führte. Dieses Dokument nahm vor allem Bezug auf die Kasseler Ereignisse vom Juli 1907 und war in erster Linie gegen den führenden Pfarrer Jonathan Paul gerichtet, der 1890 eine Geistestaufe erfahren haben soll und seit 1904 das „reine Herz“ verkündigte, zu dem ein erweckter Christ gelangen könne. Am 24. Januar 1911 wurde Jonathan Paul, der Schriftführer und Mitglied war im Gnadauer Gemeinschaftsverband, aus dieser Organisation ausgeschlossen.
In der Zeit des Nationalsozialismus orientierte sich das Werk an der Bekennenden Kirche und distanzierte sich von den Deutschen Christen. Nach dem Zweiten Weltkrieg, bedingt durch die Teilung Deutschlands, zerfiel der Verband in den „Gnadauer Verband für Gemeinschaftspflege und Evangelisation e. V.“ und das „Evangelisch-kirchliche Gnadauer Gemeinschaftswerk in der DDR e. V.“ unter der Leitung des damaligen Generalsekretärs Johannes Dreßler. 1991 schlossen sich die beiden Verbände zum „Evangelischen Gnadauer Gemeinschaftsverband“ zusammen.
Erster Vorsitzender (Präses) des Werkes war Reichsgraf Eduard von Pückler, der das Amt von 1897 bis 1906 bekleidete. Von 1906 bis 1911 war Walter Michaelis zunächst ehrenamtlich, dann von 1919 bis 1953 hauptamtlich Vorsitzender des Verbandes. Sein Nachfolger als Präses war von 1953 bis 1971 der Pfarrer Hermann Haarbeck, vormals der Direktor der Evangelistenschule Johanneum. Vorsitzender war von 1971 bis zu seinem Tod 1988 der Pfarrer Kurt Heimbucher.
Sein Nachfolger wurde Christoph Morgner, der das Amt des Verbandspräses 20 Jahre lang innehatte. Von September 2009 bis September 2020 amtierte als Präses der bisherige Pfälzer Dekan Michael Diener. Am 20. Februar 2021 wurde Pfarrer Steffen Kern zum neuen Präses gewählt.
Am 3. Juni 1946 konstituierte sich das Ostwerk des Verbandes mit dem Namen „Evangelisch-kirchliches Gnadauer Gemeinschaftswerk in der DDR“. Die Vorsitzenden waren Hans Dannenbaum (März 1946 bis Oktober 1947), Arthur Mütze (Oktober 1947 bis Februar 1963), Frithjof Glöckner (Juli 1963 bis Dezember 1972), Helmut Appel (Januar 1973 bis Dezember 1977) und Hans-Joachim Martens (Januar 1978 bis zum Zusammenschluss).

## Verbandsstruktur
Die Gnadauer Zentrale in Kassel umfasst die Geschäftsstelle des Verbandes, das Gnadauer Archiv sowie den Gnadauer Verlag und bietet Tagungsmöglichkeiten.
Zum für sechs Jahre gewählten Vorstand gehören der Präses, der Generalsekretär, der Schatzmeister, ein stellvertretender Vorsitzender und neun Beisitzer. Zur Mitgliederversammlung gehören die Leiter aller Mitgliedsverbände und -werke des Gnadauer Verbandes. Jedes Mitglied hat eine Stimme, Verbände mit mehr als 3.000 Mitgliedern haben zwei Stimmen.
Dem Verband gehören ca. 100.000 eingetragene Mitglieder in den angeschlossenen Verbänden an.
Der Verband unterhält zehn Arbeitskreise.

### Der Vorstand
- Präses: Steffen Kern (seit September 2021)
- Generalsekretär: Frank Spatz (seit September 2014)
- Schatzmeister: Christian Schwarzrock (seit 2024)
- Stellvertretender Vorsitzender: Matthias Frey (Marburg)
- 9 Beisitzer

#### Ehemalige Präsides
- 1897–1906: Eduard Graf von Pückler
- 1906–1911: Walter Michaelis
- 1911–1919: Theodor Haarbeck
- 1919–1953: Walter Michaelis
- 1953–1971: Hermann Haarbeck
- 1971–1988: Kurt Heimbucher
- 1989–1991: Christoph Morgner
- 1991–2009: Christoph Morgner (nach Wiedervereinigung mit dem „Evangelisch-kirchlichen Gnadauer Gemeinschaftswerk in der DDR e. V.“ am 12. Februar 1991)
- 2009–2020: Michael Diener

## Verbandsleben heute
Viele evangelikale Christen innerhalb der Landeskirche haben sich heute in Form von sogenannten „Gemeinschaftsgemeinden“ selbstständig gemacht, da sie in den meisten landeskirchlichen Strukturen für ihre Form Gemeinschaft und Glauben zu leben oft nicht genügend Freiraum haben. Diese Gemeinden und Gemeinschaften gehören regionalen Gemeinschaftsverbänden an, die wiederum im Gnadauer Dachverband zusammengeschlossen sind. Häufig werden diese Landeskirchlichen Gemeinschaften als „Evangelische Gemeinschaften“ bezeichnet.
Evangelische Gemeinschaften des Gnadauer Gemeinschaftsverbandes sind keine Freikirchen, da ihre Mitglieder meist Mitglieder der jeweiligen Evangelischen Kirchengemeinde bleiben, was aber nicht zwingend notwendig ist. Sie sind ein „innerkirchliches Missionswerk“, das großen Wert auf Evangelisation und als authentisch empfundene Gemeinschaft legt. Der Fokus liegt meist darauf, wie die Bibel und ihre Botschaft im Alltag umgesetzt werden kann. Dabei helfen sich die Mitglieder gegenseitig durch intensiven Austausch über ihren Glauben in Kleingruppen. In den meisten Gemeinschaften gibt es Veranstaltungen ähnlich denen in Kirchengemeinden. Für die Ausübung kirchlicher Kasualien wie Taufen, Trauungen und Beerdigungen bestehende entsprechen Vereinbarungen mit den jeweiligen Landeskirchen.
Seit den 1990er Jahren bilden sich vermehrt Strukturen ohne Verbindungen zur Landeskirche. Dabei existieren örtliche Gemeinschaften als christliche Gemeinden neben und unabhängig (auch finanziell) von der Amtskirche. Diese haben freikirchlichen Charakter. Obwohl dieses „Modell 4“ offiziell vom Gnadauer Verband nicht propagiert wird, bestehen in einzelnen Mitgliedsverbänden inzwischen ein Großteil der Gemeinschaften in dieser freikirchlichen Struktur (z. B. in der Evangelischen Gesellschaft für Deutschland, im Ev. Gemeinschaftsverband Siegerland-Wittgenstein oder zum Teil auch im Chrischona-Gemeinschaftswerk).
Seit 2012 befindet sich die Gnadauer Gemeinschaftsbewegung in einem Erneuerungsprozess. Zwei große Kongresse in den Jahren 2013 („Neues wagen“ in Erfurt mit ca. 2.500 Teilnehmern) und 2019 („Upgrade“ in Willingen mit mehr 3.000 Teilnehmenden) brachten maßgebliche Impulse zur Veränderung durch Neubelebung bestehender Gemeindearbeiten sowie Konzepte zur Gründung neuer Gemeinden. Auch eine stärkere gesellschaftliche und diakonische Verantwortung ist in den Blick gerückt.
Der Gnadauer Gemeinschaftsverband lehnte in der Vergangenheit homosexuelle Partnerschaften ab. Der Verband hielt eine Veränderung bzw. Heilung der sexuellen Orientierung für möglich. Von 2015 bis 2020 erlebte der Verband eine intensive Auseinandersetzung in der Frage des Umgangs mit gleichgeschlechtlichen Partnerschaften.
Mit der von der Gnadauer Mitgliederversammlung 2016 beschlossenen Verlautbarung „Gottes Wort vertrauen – Barmherzigkeit leben“ wird an einer an der Bibel orientierten konservativen Haltung festgehalten, dass eine Ehe nur aus der Partnerschaft von Mann und Frau bestehen könne. Zugleich wurde in dem Papier jedoch festgehalten, dass diese Sichtweise nicht mehr von allen Mitgliedern geteilt wird.

## Liste der angeschlossenen Werke

### Gemeinschaftsverbände
- Berliner Stadtmission
- Christlicher Missionsverband für Österreich
- Chrischona-Gemeinschaftswerk
- Christusbund
- Die Apis – Evangelischer Gemeinschaftsverband Württemberg e. V.
- Elbingeröder Gemeinschaftsverband
- Evangelische Gesellschaft für Deutschland KdöR
- Evangelischer Gemeinschaftsverband Hessen-Nassau, (EGHN)
- Evangelischer Gemeinschaftsverband Oberberg
- Evangelischer Gemeinschaftsverband Pfalz
- Evangelischer Gemeinschaftsverband Rhein-Main (Zusammenschluss von Starkenburger Gemeinschaftsverband und Stadtmissionsverband Frankfurt am Main)
- Evangelischer Gemeinschaftsverband Siegerland-Wittgenstein
- Evangelischer Ostfriesischer Gemeinschaftsverband
- Gemeinschafts-Diakonieverband Berlin
- Gemeinschaftsverband Sachsen-Anhalt
- Gemeinschaftswerk Berlin-Brandenburg innerhalb der evangelischen Kirche (GWBB)
- Gnadauer Arbeitskreis Hamburg
- Hannoverscher Verband Landeskirchlicher Gemeinschaften
- Hensoltshöher Gemeinschaftsverband[27]
- Hessischer Gemeinschaftsverband
- Landeskirchlicher Gemeinschaftsverband in Bayern
- Landesverband evangelischer Gemeinschaften Vorpommern
- Landesverband Landeskirchlicher Gemeinschaften Sachsen
- Liebenzeller Gemeinschaftsverband
- Lippischer Gemeinschaftsbund
- Mecklenburgischer Gemeinschaftsverband
- Ohofer Gemeinschaftsverband
- Scharnsteiner Bibelkreis
- Süddeutscher Gemeinschaftsverband
- Südwestdeutscher Gemeinschaftsverband e. V.
- Thüringer Gemeinschaftsbund
- Verband der Gemeinschaften in der Evangelischen Kirche in Schleswig-Holstein
- Westdeutscher Gemeinschaftsverband[28]
- Westfälischer Gemeinschaftsverband

### Jugendverbände
- Api-Jugend – im Evangelischen Gemeinschaftsverband Württemberg e. V.
- Christlicher Jugendbund in Bayern (cjb)
- Deutscher Jugendverband Entschieden für Christus (EC)
- Gemeinschaftsjugend Pfalz[29]
- Jugendwerk der Evangelischen Gesellschaft für Deutschland
- blu:prevent – Jugendwerk des Blauen Kreuzes in Deutschland

### Theologische Ausbildungsstätten
- 12/70 Die Aidlinger Bibelschule
- Albrecht-Bengel-Haus in Tübingen
- Bodelschwingh-Studienstiftung in Marburg
- Evangelische Hochschule Tabor[30] in Marburg
- Evangelische Missionsschule Unterweissach der Bahnauer Bruderschaft
- Evangelistenschule Johanneum in Wuppertal
- Interkulturelle Theologische Akademie
- Internationale Hochschule Liebenzell in Bad Liebenzell
- Krelinger Studienzentrum (GRZ Krelingen)
- Malche e. V. Theologisch-Pädagogisches Seminar & Berufskolleg in Porta Westfalica
- Marburger Bibelseminar (mbs)
- Theologisches Seminar St. Chrischona (tsc) in Bettingen/Basel
- TSB Theologisches Studienzentrum Berlin

### Missionswerke
- Evangelische Karmelmission
- Gnadauer Brasilien-Mission
- Liebenzeller Mission
- Stiftung Marburger Mission
- EC-Indienhilfe

### Diakonissen-Mutterhäuser
Die im „Bund Deutscher Gemeinschafts-Diakonissen-Mutterhäuser“ zusammengeschlossenen Einrichtungen:
- Diakonissenmutterhaus Aidlingen
- Diakonissen-Mutterhaus St. Chrischona
- Diakonissenmutterhaus Bad Harzburg (vormals Kinderheil)[31]
- Diakonie-Gemeinschaft Puschendorf
- Diakonissen-Mutterhaus Salem in Bad Gandersheim
- Sächsisches Gemeinschafts-Diakonissenhaus Zion in Aue
- Schwesternschaft der Liebenzeller Mission[32]

Die im Deutschen Gemeinschafts-Diakonieverband (DGD) zusammengeschlossenen Einrichtungen:
- Diakonissen-Mutterhaus Altvandsburg in Lemförde
- Diakonissen-Mutterhaus Bleibergquelle in Velbert
- Diakonissen-Mutterhaus Hebron in Marburg
- Diakonissen-Mutterhaus Lachen
- Diakonissen-Mutterhaus Neuvandsburg in Elbingerode/Harz
- Diakonissen-Mutterhaus der Stiftung Hensoltshöhe[33]
- Zendings-Diaconessenhuis (Niederlande)[32]

### Werke mit besonderer Aufgabenstellung
- Arbeitsgemeinschaft für das messianische Zeugnis an Israel (amzi)
- Blaues Kreuz in Deutschland
- Bruderkreis Burgambach
- DGD-Stiftung Marburg
- dzm die mobile Mission Siegen
- Evangelischer Sängerbund
- Evangelische Schriftenmission Lemgo-Lieme
- Gnadauer Posaunenbund
- Geistliches Rüstzentrum Krelingen
- RGAV-Dienstgemeinschaft für Verkündigung und Seelsorge
- Stiftung Marburger Medien
- Weißes Kreuz – Fachverband für Sexualethik und Seelsorge e. V.

## Verbindungen
Der Gnadauer Verband ist Mitglied der Arbeitsgemeinschaft Missionarische Dienste (AMD) sowie der Diakonie Deutschland. Es gehört als Werk der 3. Kategorie zur Evangelischen Allianz Deutschland. Der Gnadauer Verband war von 1974 bis 1991 Mitglied der Konferenz Bekennender Gemeinschaften in der Evangelischen Kirche Deutschlands (KBG). 1991 verließ der Gnadauer Gemeinschaftsverband die Konferenz Bekennender Gemeinschaften mit der Begründung, dass die Konferenz im Wesentlichen durch die Absage an die Moderne zusammengehalten werde.

## Periodika
- Leben aus dem Wort. Gnadauer Bibellese. Quartalsweise Erscheinung (seit 1977), ISSN 0722-2734.
  - zuvor: Bibelleseblätter. Anleitung zum täglichen fruchtbaren Bibellesen. (1916–1976), ISSN 0722-2742.
- Bibel im Gespräch. Gnadauer Gesprächshilfe. Quartalsweise Erscheinung (seit 1996)
- Wir: gemeinsam unterwegs. Magazin des Evangelischen Gnadauer Gemeinschaftsverbandes e. V. Erscheinungsweise: 2-monatlich, 3.500 Exemplare (2003–2020), ZDB-ID 2112708-6.[36]
  - zuvor: Gemeinsam unterwegs. Zeitschrift des Evangelischen Gnadauer Gemeinschaftsverbandes. Erscheinungsweise: monatlich (1995–2002).
  - zuvor: Gnadauer Gemeinschaftsblatt. Monatszeitschrift des Deutschen Verbandes für Gemeinschaftspflege und Evangelisation e. V. (1921–1994).